# Leśna (Kłodzko)
Pour les articles homonymes, voir Leśna (homonymie).
Leśna est une localité polonaise de la gmina de Lewin Kłodzki, située dans le powiat de Kłodzko en voïvodie de Basse-Silésie.